# 洪第七
洪弟七（1928年—），原名洪棣柒，台灣早期閩南語歌手。

## 生平
出生於彰化縣二林鎮，在家中排行第七，故以此為藝名。因家境富裕，小學五年級即赴日本留學，中學畢業時適逢第二次世界大戰結束，1945年便回台灣就讀苗栗高中。1949年畢業後，進入二林鎮公所當公務員。
1960年參加台南市新營區建國電台的歌唱比賽，隔年參加高雄市岡山區證嚴電台的歌唱比賽，都得到第三名的成績，初步展現歌唱實力。1962年參加中國廣播公司舉辦的第一屆閩南語歌唱比賽，得到第一名。(當時宣布第一名時曾出了一點差錯,  說是"洪棟柴",  洪棣柒一聽,  自己沒得名,轉身打算回家,結果工作人員喊住他說:"你是第一名,怎麼跑了?他才知道是司儀誤報名字。在中部廣播前輩周進的推薦下，到當年最大規模的台南亞洲唱片公司發表他的處女作《好男兒》等八首歌的個人專輯。隨後又推出第二張專輯《離別的月臺票》，造成全國轟動，成為當代的「寶島歌王」。其後又發表《懷念的播音員》，也獲得佳評。
曾參與拍攝幾部電影，包括《意難忘》、《歌星淚》、《良心賊》等作品，也為一些電影、電視連續劇演唱過主題曲。本身一直以公務員為本業，而未專職從事歌唱事業，然而前後亦發表過約200首歌謠。
1988年自二林鎮公所退休，仍偶而參加電視懷念老歌的節目，演唱《離別的月臺票》、《懷念的播音員》等當年的成名作。